# Diamantino (Film)
Diamantino ist ein portugiesischer Film unter der Regie von Gabriel Abrantes und Daniel Schmidt, der 2018 in die Kinos kam. Die namensgebende Titelfigur der Dramakomödie spielt auf den bekannten portugiesischen Fußballstar Cristiano Ronaldo an. Der Film erschien 2019 in Portugal als DVD bei NOS Audiovisuais.

## Handlung
Der Film folgt Diamantino, einem weltberühmten portugiesischen Fußballstar, dessen Aussehen und Auftreten eine verblüffende Ähnlichkeit mit dem des realen Fußballstars Cristiano Ronaldo aufweist. Diamantino wurde von einem alleinerziehenden Vater großgezogen und hat zwei ältere Zwillingsschwestern, die ihn verbal missbrauchen und manipulieren, damit sie von seinem Reichtum profitieren können. Diamantino ist reich, schön und ein Genie auf dem Spielfeld, aber ihm fehlt fast jegliche Intelligenz außerhalb des Spielfeldes. Das Einzige, was er hat, ist ein Übermaß an Empathie. Das geht so weit, dass er, nachdem er auf seiner Yacht ein Boot voller Flüchtlinge gerettet hat, von deren Tragödie so betroffen ist, dass er den Siegtreffer im FIFA-Weltmeisterschaftsspiel verpasst. Zur gleichen Zeit stirbt Diamantinos Vater an einem Schlaganfall, nachdem er von seinen Zwillingstöchtern bedrängt wurde.
Nachdem er für die Niederlage Portugals bei der WM verantwortlich gemacht wird, ist Diamantinos Karriere vorbei und er wird zur nationalen Witzfigur. Während er sich in Trauer über seine Karriere und den Tod seines Vaters suhlt, sieht Diamantino eine Anzeige für Flüchtlingskinder, die eine Familie brauchen. In einem Fernsehinterview äußert er seinen Wunsch, einen Flüchtling zu adoptieren. Zwei lesbische Secret-Service-Agentinnen, die gegen Diamantino wegen Geldwäsche ermitteln, sehen das Interview und beschließen, aus der Gelegenheit Kapital zu schlagen. Eine der Agentinnen namens Aisha verkleidet sich als ein Junge namens Rahim und gibt sich als Diamantinos adoptierter Flüchtling aus. Währenddessen melden seine Schwestern ihren Bruder dem Propagandaministerium, dessen Plan es ist, Diamantino zu klonen und eine ganze Fußballmannschaft aus genialen Spielern zu schaffen. Diamantino, der ein leichtgläubiger und gehorsamer kleiner Bruder ist, ahnt nichts und geht jeden Tag zu seinen Terminen beim Genetikspezialisten Dr. Lamborghini, in dem Glauben, man wolle ihm sein Mojo zurückgeben. Diamantinos Klonbehandlung beinhaltet eine große Menge an Hormonen und er beginnt, Brüste wachsen zu lassen.
Die verdeckten Ermittlungen von Agentin Aisha ergeben, dass Diamantino unschuldig ist und es seine Schwestern sind, die ihn bestehlen und das Geld waschen. Während Aishas Ermittlungen kommen sie und Diamantino sich näher, und ihre lesbische Partnerin wirft Aisha vor, sich zu sehr emotional in den Fall zu verstricken. Diamantinos Schwestern sehen die Aufnahmen der Überwachungskamera von ihrem Streit und erkennen, wer Aisha ist und was sie tut. Die Schwestern versuchen, Aisha zu töten, werden aber unterbrochen, als sie Diamantino nach Hause kommen sehen. Aisha flieht und geht zu Diamantino, der sie in die Sicherheit seiner Yacht bringt. Auf der Yacht haben Aisha und Diamantino einen romantischen Moment und sie offenbart ihm, dass sie eine Frau ist. Am nächsten Morgen schicken Diamantinos Schwestern ihm das Video von Aisha und ihrer Freundin, die sich streiten, und gaukeln ihm vor, dass sie es waren, die das Geld von ihm gestohlen haben. Diamantino trifft sich daraufhin mit seinen Schwestern, die ihn entführen und in die Klonanlage bringen. In der letzten Phase des Klonens soll sein Genie auf die Klone übertragen werden, und das würde Diamantino töten. Die letzte Phase scheitert jedoch, weil Diamantino zu dumm ist und nicht genug aktive Gehirnleistung für die Übertragung hat. In der Zwischenzeit bricht Aisha in die Anlage ein, um Diamantino zu retten, stößt aber auf die Zwillinge, die versuchen, sie zu töten. Aisha tötet am Ende beide Zwillinge und versucht, Diamantino zu retten, der erkennt, dass ihre Gefühle für ihn wahr waren. Gerade als Aisha dabei ist, Diamantino in Sicherheit zu bringen, wird sie vom Direktor des Propagandaministeriums erschossen, der daraufhin versucht, sie zu ertränken. Diamantino nimmt seine ganze Kraft zusammen, tötet den Direktor und rettet Aisha. Diamantino merkt, dass er sein Mojo zurück hat, beschließt aber, den Fußball aufzugeben, und er und Aisha leben ein glückliches Leben zusammen.

## Kinostart
Diamantino wurde am 11. Mai 2018 beim Festival de Cannes 2018 in der Sektion Semaine internationale de la critique uraufgeführt und kam am 28. November 2018 in die französischen Kinos. Die deutsche Erstaufführung war am 30. Mai 2019. In Portugal kam er am 4. April 2019 in die Kinos, wo er mit 12.040 Zuschauern einen Achtungserfolg erreichte und noch 2019 bei NOS Audiovisuais als DVD erschien.

### Kritiken
Bei Rotten Tomatoes erhält Diamantino eine Kritikerzustimmung von 87 % aus 69 Kritiken bei einer Wertung von 7,37 von 10. Auch die 15 bei Metacritic gesammelten Kritiken sind mit einem Metascore von 75 eher positiv. Der Filmdienst sah eine „aberwitzige Filmsatire“, die „enthemmt mit den Bildern einer globalen Popkultur“ jongliere. Sie nutze „eine Vielzahl von Filmgenres für eine anspielungsreiche Revue über die Widersinnigkeiten der Gegenwart.“

### Auszeichnungen
- Festival de Cannes 2018, Frankreich: Grand Prix Nespresso[11]
- Globo de Ouro 2019: Bester Schauspieler (Carloto Cotta)
- Nominierung für die Beste Europäische Filmkomödie beim Europäischen Filmpreis 2018[12]
- Cine Ceará (Brasilien) 2018: Bester Schnitt
- CinEuphoria Awards (Portugal) 2020: Bestes Make-up (und weitere Nominierungen)
- Philadelphia Film Festival (USA) 2018: Sonder-Preis der Jury
- Portland International Film Festival (USA) 2019: Preis der Jury
- Prémios Sophia (Portugal) 2020: Bestes Make-up (und weitere Nominierungen)
- Splat! FilmFest (Polen) 2018: Beste Special Effects (Publikumspreis)